# Charles de Suze
Le chevalier Charles de Suze est un écrivain français du XVIIIe siècle.

## Œuvres
- Suite des erreurs et de la vérité ou Développement du livre des hommes rappelés au principe universel de la science, A Salomonopolis, Chez Androphile, à la Colonne inébranlable, MMMMM. DCC. LXXXIV[1]
- Clef des erreurs et de la vérité, 1789 [?], rééd. Nîmes, C. Lacour, 2003,  (ISBN 9782750402242).